# Vuelo 990 de Egyptair
El vuelo 990 de EgyptAir (MS990 / MSR990) era un vuelo regular desde el Aeropuerto Internacional de Los Ángeles, Estados Unidos, al Aeropuerto Internacional de El Cairo, Egipto, con una parada en el aeropuerto internacional John F. Kennedy, en la ciudad de Nueva York. El 31 de octubre de 1999, el Boeing 767 que operaba la ruta se estrelló en el Océano Atlántico  a unas 60 millas (100 km) al sur de la isla de Nantucket (Massachusetts), matando a los 217 pasajeros y tripulantes a bordo, convirtiéndose en el desastre de aviación más mortal para EgyptAir, y también el segundo accidente de aviación más mortal que involucró a un avión Boeing 767, por detrás del vuelo 004 de Lauda Air.
La Junta Nacional de Seguridad en el Transporte (NTSB en inglés) descubrió que la causa probable del accidente fue la salida del avión del vuelo de crucero normal y el impacto posterior con el Océano Atlántico, fue una acción deliberada del primer oficial de relevo. El informe de la NTSB declaró que el impacto fue "el resultado de las entradas del control de vuelo del primer oficial de relevo", pero no determinó una razón específica para las supuestas acciones del primer oficial de relevo. La Agencia Egipcia de Aviación Civil (ECAA) concluyó que el incidente fue causado por una falla mecánica del sistema de control del ascensor de la aeronave. El informe sugirió varias posibilidades para la causa del accidente, centrándose en el posible fallo de una de las unidades de control de potencia del timón de profundidad.
Al parecer los atentados del 11-S, realizados con aviones comerciales, se inspiraron en parte en los sucesos del Vuelo 990 de EgyptAir.
Fue el desastre aéreo más grave de 1999.

## Desarrollo

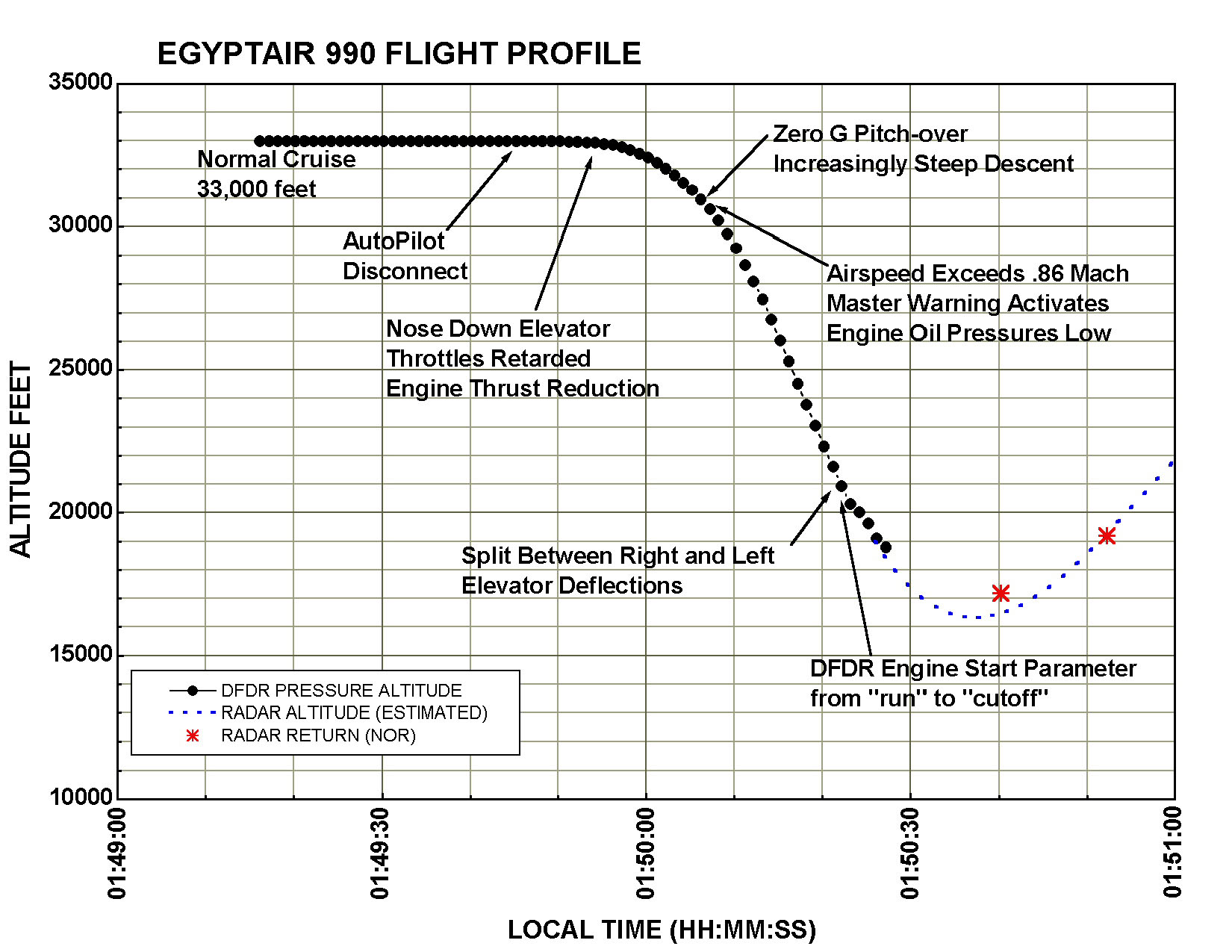
Perfil de vuelo de MS990 (Fuente: NTSB).

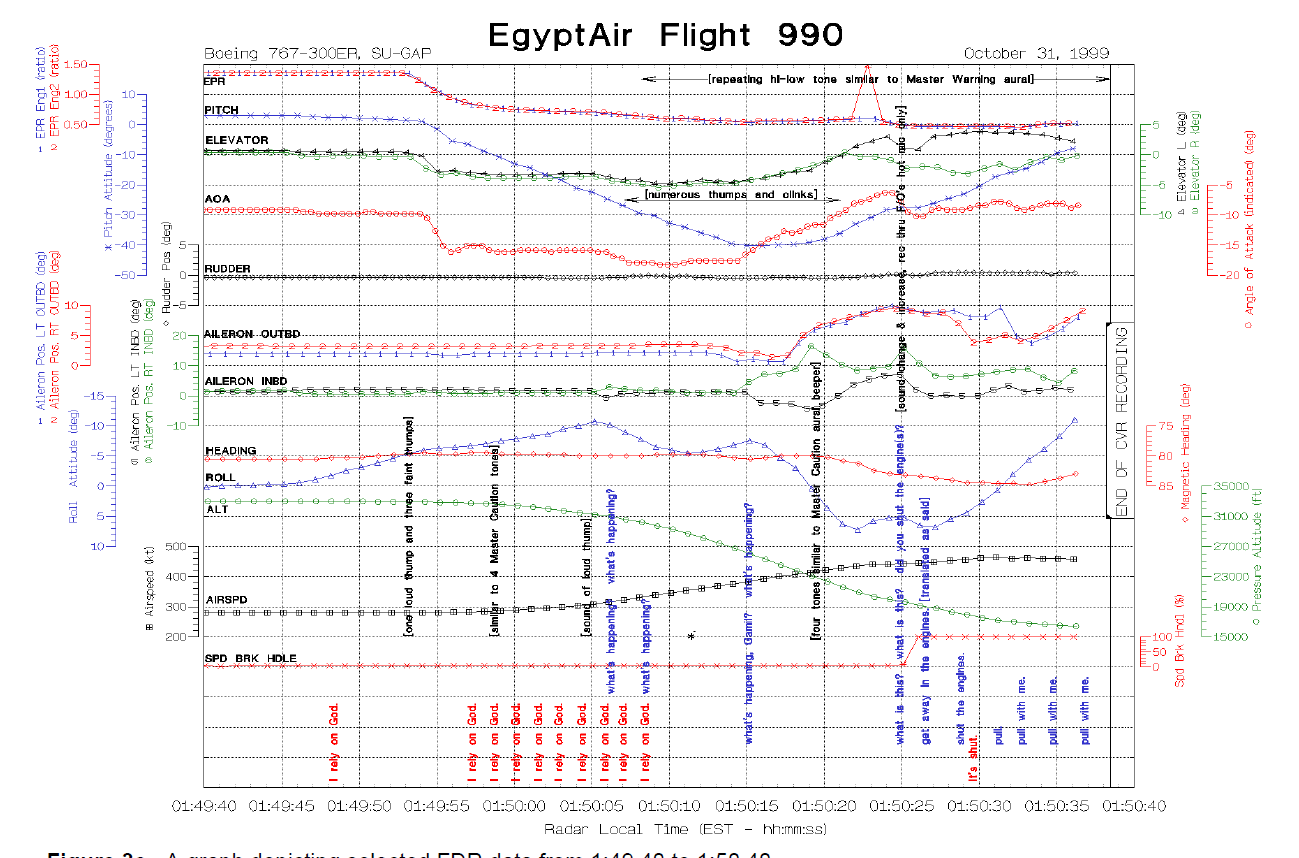
Lectura del registrador de datos de vuelo (con partes de la transcripción del CVR) del vuelo 990 de EgyptAir por parte de la NTSB. (Fuente: NTSB)

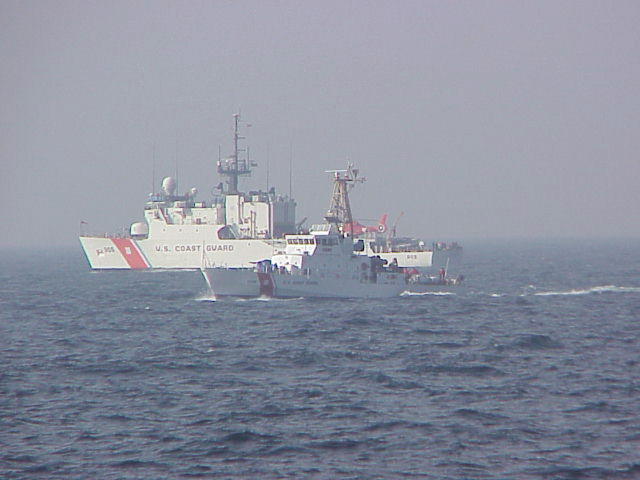
Buques de la Guardia Costera de los Estados Unidos en busca de supervivientes y restos del accidente.

El vuelo 990 de EgyptAir era un vuelo programado de Los Ángeles a El Cairo (con escala en Nueva York) con 203 pasajeros, 5 pilotos, y 9 tripulantes más. Este vuelo salía desde JFK, a las 6:00 GMT 1:00 (hora local). El vuelo estaba comandado por el capitán Ahmed El Habashi, con 36 años en la aerolínea, y el primer oficial Adel Anwar de 36 años de edad y, como jefe de las aerolíneas para el Boeing 767-300ER el capitán Hatem Rousty. A las 6:20 GMT, 1:20 (hora local), el primer oficial pasa por los procedimientos de control para su viaje. El avión despegó por la pista 22R. Esa noche el capitán Raulf Nour El Din y el primer oficial Gamil El Batouty son los pilotos de refuerzo.
Mientras el capitán estaba en el baño, Gamil El Batouty, único tripulante en cabina, desconecta el piloto automático y lanza el morro del avión hacia abajo, inclinándose. Apaga los motores y el avión empieza a descender en caída libre en dirección al océano mientras hay una fuerza G 0 de absoluta ingravidez dentro del avión, el primer oficial, manteniendo una absoluta tranquilidad y sangre fría, sólo repite en varias ocasiones claramente la frase: "I rely on God" (Confío de Dios). La caída es tan fuerte que el avión alcanza el 99% de la velocidad del sonido. El capitán, que vuelve precipitadamente a la cabina, alertado por los movimientos extraños, nervioso y desconociendo lo que sucede, intenta frenar la caída usando los aceleradores pero no funciona. Después usa los frenos de velocidad con los paneles de las alas levantados en un esfuerzo por frenar la caída. Dos minutos después de que los motores fueran apagados, el vuelo 990 desaparece del radar, chocando en el océano Atlántico a unos 100 kilómetros de Nueva York.

## Rescate
A las 2 horas 15 minutos del impacto la guardia costera recibe una llamada de emergencia y envían al barco USS King Pointer, que es el primero en llegar a la zona del desastre.
Las operaciones de búsqueda y rescate se iniciaron pocos minutos después de la pérdida de contacto por radar, y el grueso de la operación corrió a cargo de la Guardia Costera de Estados Unidos. A las 03:00 EST, un avión HU-25 Falcon despegó de la Estación Aérea de Cape Cod, convirtiéndose en el primer grupo de rescate en alcanzar la última posición conocida del avión. Todos los guardacostas de Estados Unidos en la zona fueron desviados inmediatamente para buscar el avión, y se emitió una emisión urgente de información marítima, solicitando a los navegantes de la zona que mantuvieran la vigilancia del avión derribado. 
Al amanecer, el buque escuela United States Merchant Marine Academy T/V Kings Pointer encontró una mancha de petróleo y algunos pequeños restos. Los esfuerzos de rescate continuaron por aire y por mar, con un grupo de cúteres de la Guardia Costera de EE. UU. cubriendo 10 000 mi² (25 900 km²) el 31 de octubre de 1999, con la esperanza de localizar supervivientes, pero no se recuperó ningún cuerpo del campo de escombros. Finalmente, la mayoría de los pasajeros fueron identificados por ADN a partir de restos fracturados recuperados del campo de escombros y del fondo del océano. Los miembros del Atlantic Strike Team trasladaron dos camiones cargados de material desde Fort Dix (Nueva Jersey) a Newport, Rhode Island, para establecer un puesto de mando de incidentes. Funcionarios de la Marina de los Estados Unidos y de la Administración Nacional Oceánica y Atmosférica (NOAA) fueron enviados para unirse al mando.  La operación de búsqueda y rescate se suspendió el 1 de noviembre de 1999, y los buques y aviones de rescate pasaron a realizar operaciones de recuperación.
El buque de rescate y salvamento de la Armada estadounidense USS GrappleA RS-53, el remolcador oceánico de flota de la Marina estadounidense USNS Mohawk T-ATF-170, y el buque de investigación de la NOAAS Whiting (S 329) llegaron para hacerse cargo de las tareas de salvamento, incluida la recuperación de la mayor parte de los restos del naufragio del lecho marino.  El FDR y el CVR fueron recuperados en pocos días por el sumergible Deep Drone III de la Marina estadounidense.  En total, un Hércules C-130, un H-60 helicóptero, el HU-25 Falcon, y los guardacostas estadounidenses USCGC Monomoy (WPB-1326), USCGC Spencer (WMEC-905), USCGC Reliance (WMEC-615), USCGC Bainbridge Island (WPB-1343), USCGC Juniper (WLB-201), USCGC Point Highland (WPB-82333), USCGC Chinook (WPB-87308), y USCGC Hammerhead, junto con sus helicópteros de apoyo, participaron en la búsqueda.
En marzo de 2000 se realizó un segundo esfuerzo de salvamento que recuperó el segundo motor de la aeronave y algunos de los controles de la cabina.

## Investigación

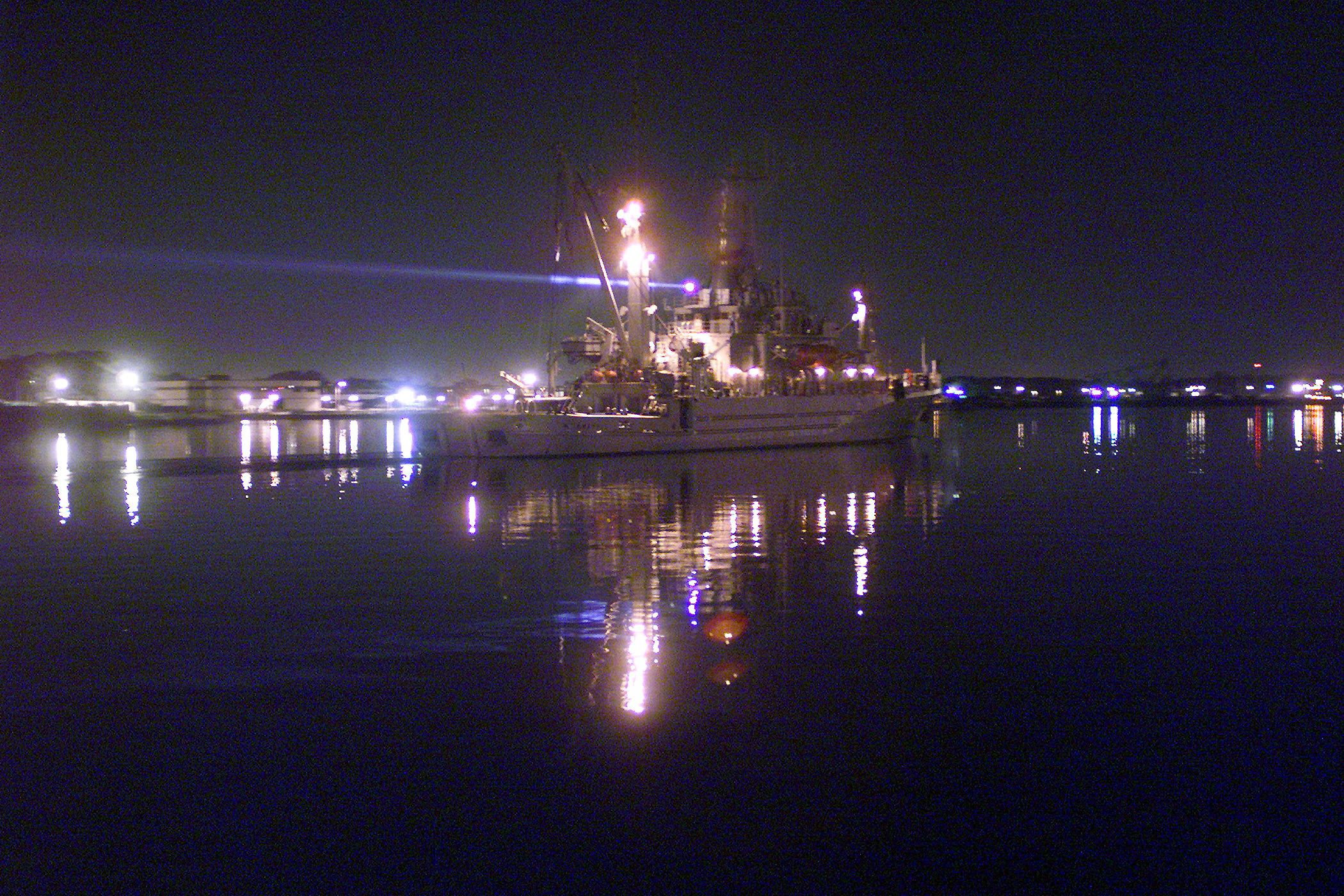
El yate del quien encontró las piezas del Vuelo 800 de trans world airlines y vuelo 990 del Egyptair.

Los investigadores egipcios hicieron un informe en donde se relataba que la causa del accidente era un fallo de los elevadores del avión. La NTSB recuperó las grabaciones de voz de la cabina y la grabadora de datos de vuelo, ya que estas quedaron a tan solo 70 metros de profundidad bajo el mar. Se descubrió que la presión del aceite estaba más baja de lo normal, pero que el resto del avión había permanecido en perfectas condiciones durante el vuelo. Así pues, la teoría oficial expuesta por el FBI afirma que el primer oficial a bordo del avión había cortado la alimentación de los motores para suicidarse porque días antes le habían comunicado que ese sería su último vuelo; y el caso fue cerrado. 
Muchos conocidos del primer oficial afirman que la teoría del suicidio les parece imposible ya que éste era una persona muy alegre, no sufría problemas familiares ni económicos ni sufría de depresión.

## En la cultura popular
Al Jazeera, un canal en idioma árabe, produjo un documental de Yosri Fouda sobre el vuelo que se transmitió en marzo de 2000. El documental analizó la conclusión preliminar de la NTSB y las especulaciones que la rodean. En el documental, los datos de la NTSB se usaron con un simulador de vuelo del mismo modelo de avión para tratar de reconstruir las circunstancias del accidente, pero el simulador falló tres veces en replicar la teoría de la NTSB para hundir un 767 en pleno funcionamiento desde 33 000 pies (10 000 m) a 19.000 pies (5.800 m) en 37 segundos. Sin embargo, un periodista de 2001 describe cómo reprodujo con éxito el incidente en un simulador de vuelo de Boeing.
Los eventos del vuelo 990 se presentaron en «Death and Denial», un episodio de la tercera temporada (2005) de la serie de televisión canadiense Mayday (llamada Air Emergency and Air Disasters en los Estados Unidos y Air Crash Investigation en el Reino Unido y en otras partes del mundo). El episodio se transmitió con el título «EgyptAir 990» en el Reino Unido, Australia y Asia.
En respuesta a la afirmación de la ECAA de falta de profesionalidad de la NTSB, el ex director de seguridad de la aviación de la NTSB, Bernard Loeb, declaró:

«Lo que fue poco profesional fue la insistencia de los egipcios, frente a la evidencia irrefutable, a cualquiera que sepa algo sobre la investigación de accidentes de aviones y que sepa algo sobre aerodinámica y aviones, fue el hecho de que este avión fue lanzado intencionalmente al océano. Ningún escenario que se les ocurrió a los egipcios, o que se nos ocurrió a nosotros, en el que hubiera algún tipo de falla mecánica en el sistema de control del elevador, coincidiría con el perfil de vuelo o era una situación en la que el avión no era recuperable».

La dramatización del accidente de Mayday se basó en cintas de ATC, así como en las grabaciones de CVR. En entrevistas realizadas para el programa, los familiares del primer oficial de relevo cuestionaron con vehemencia las teorías del suicidio y del accidente deliberado, y las descartaron como parciales. No obstante, el programa concluyó que Al-Batouti estrelló el avión por motivos personales; había sido severamente reprendido por su supervisor por acoso sexual después de supuestamente «exponerse a chicas adolescentes y hacerle proposiciones a los huéspedes del hotel» y el supervisor estaba, de hecho, a bordo del avión cuando fue derribado.
Esta dramatización también muestra al primer oficial de relevo obligando al avión a bajar mientras el capitán del comando intenta levantar el avión. A pesar de esto, al concluir, el programa enfatiza la conclusión oficial de la NTSB y el hecho de que no menciona una misión suicida. Más bien, simplemente establece que el accidente fue el resultado directo de acciones realizadas por el copiloto por razones «no determinadas».